# Мерзуга

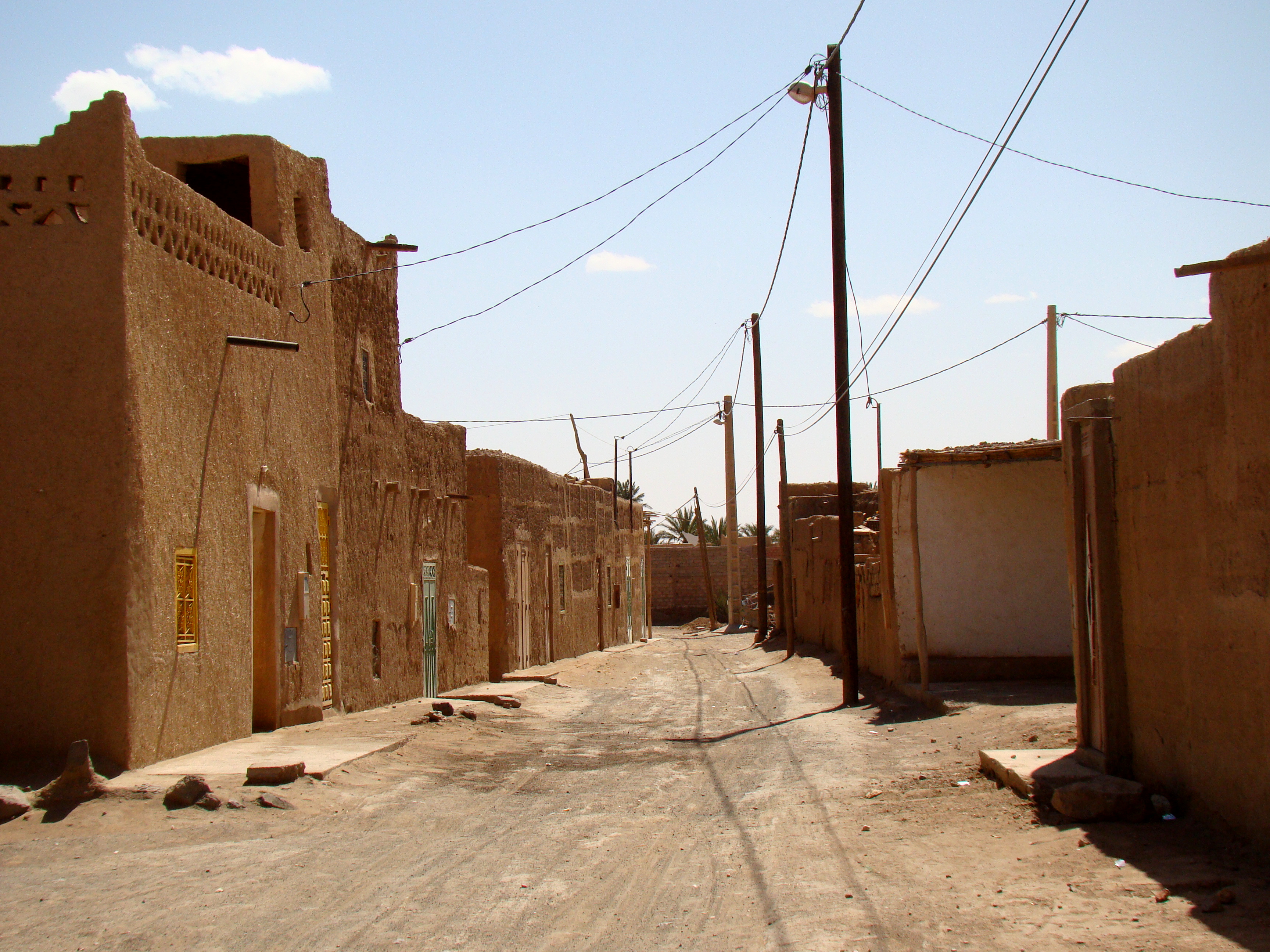
Улица в Мерзуге

Мерзуга (среднеатласск. ⵎⴰⵔⵣⵓⴳⴰ, араб. مرزوقة‎) — небольшая деревня, расположенная на юго-востоке Марокко, в 35 км к юго-востоку от Риссани, в 55 км от Эрфуда и в 50 км к западу от алжирской границы. Деревня известна благодаря своему соседству с песчаным массивом Эрг-Шебби, куда стекается большое число посещающих страну туристов, а также крупнейшему в стране местоположению подземных вод.
В 2006 году Мерзуга была затоплена в результате внезапного паводка, в ходе чего погибли несколько человек, 1200 человек лишились жилья.